# Mithraeum de Osterburken
Le mithraeum de Osterberken était un mithraeum situé à Osterburken 
(Arrondissement de Neckar-Odenwald) dans le land de Bade-Wurtemberg en Allemagne,.

## Historique
Osterburkern était devenu un fort romain à la frontière du Limes de Germanie vers 160 apr. J.-C.
Une grande tauroctonie du culte de Mithra a été découvert en 1861 lors du creusement d'une cave. Le bas-relief mesure 1,76 m de haut sur 1,70 m de large. Il est conservé au Badisches Landesmuseum dans le château de Karlsruhe. Dans la bordure inférieure du bas-relief se trouve une inscription :
« D[eo] S[oli] I[nvicto] M[ithrae] M[er?]catorius Castrensis in suo cons[ituit] »
« Au dieu solaire invincible Mithra, Mercatorius Castrensis a érigé (ce monument) sur sa propriété. »
En profondeur, se trouvait les vestiges d'un mur droit relié à un mur semi-circulaire (probablement l'abside du sanctuaire). Le sanctuaire n'a pas pu être fouillé entièrement en raison d'une montée d'eau provenant d'un puits voisin. Il a été recouvert de sable. Il y a été tout de même trouvé deux autels en grès, quelques fragments de poterie et deux petites lampes.

## Galerie

Détails de la tauroctonie
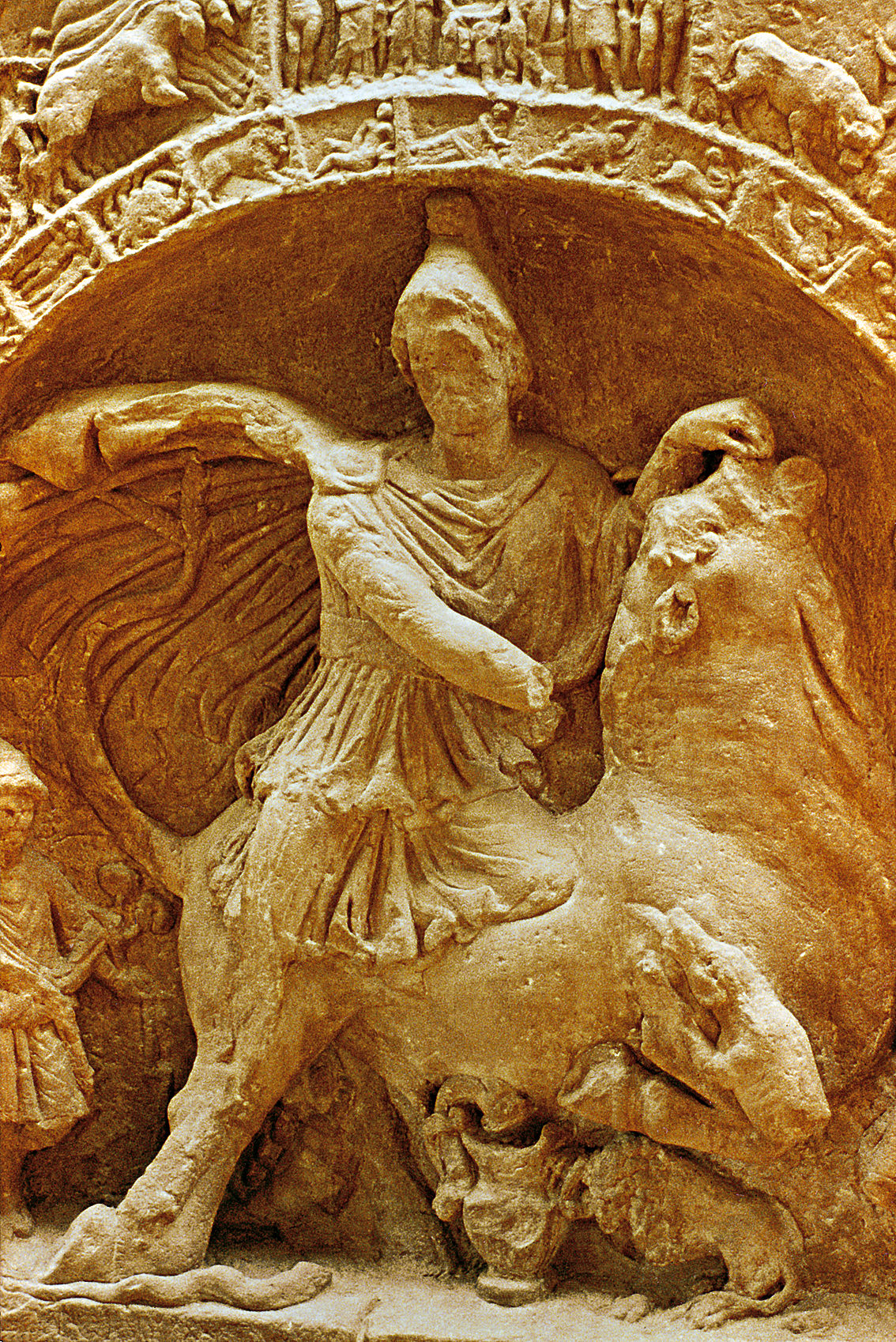
Mithra tuant le taureau.
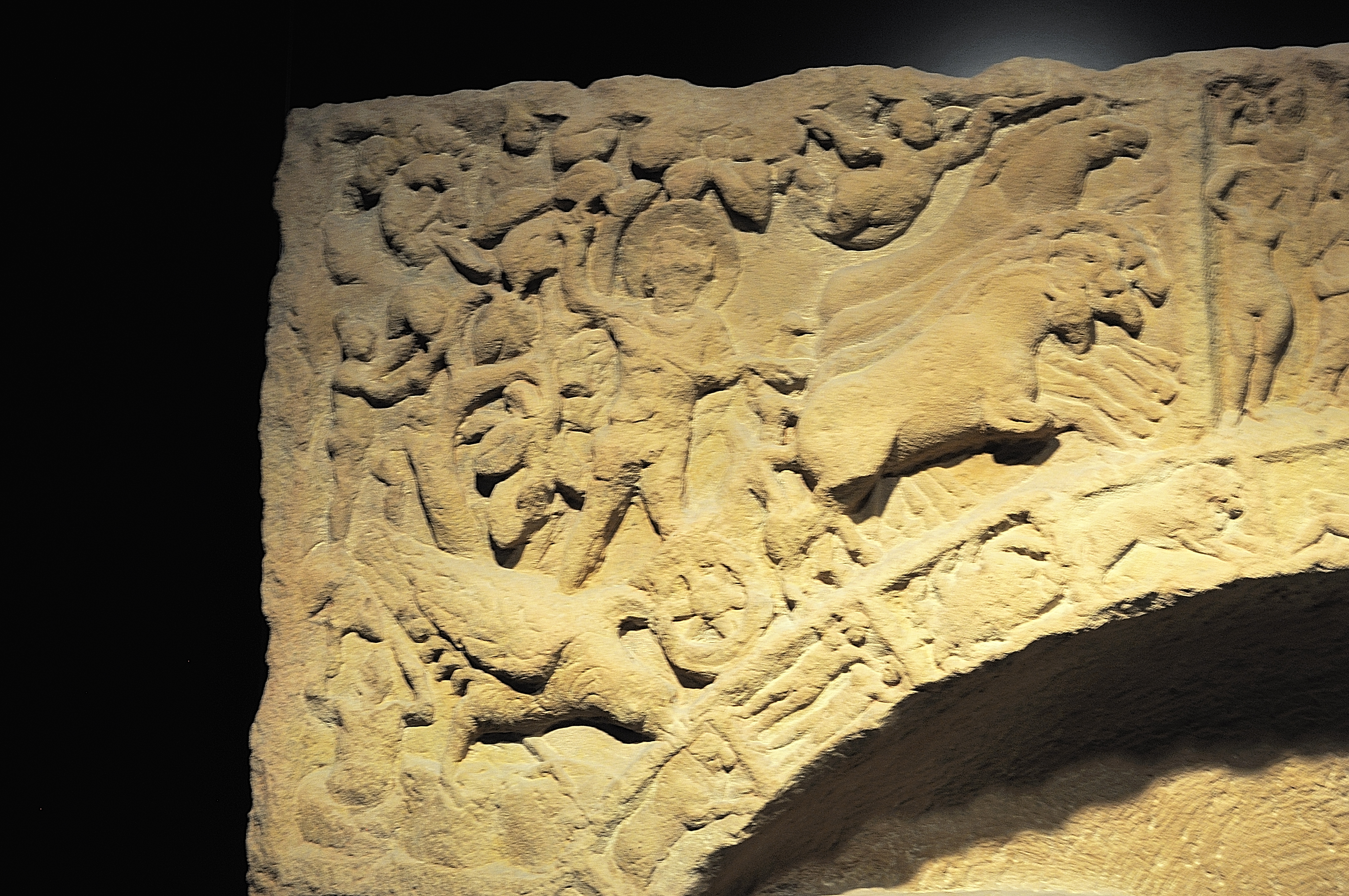
Coin gauche.
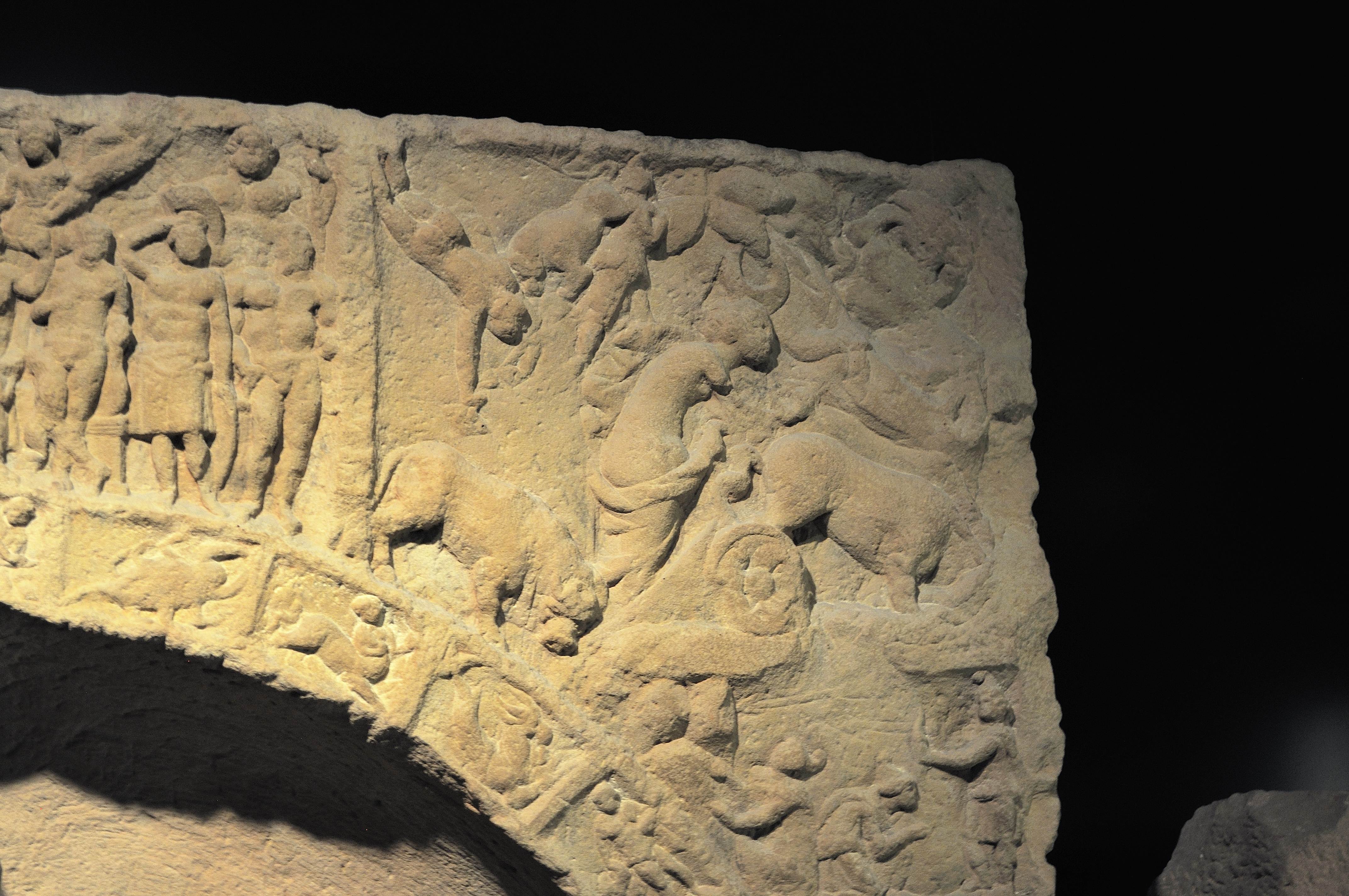
Coin droit.
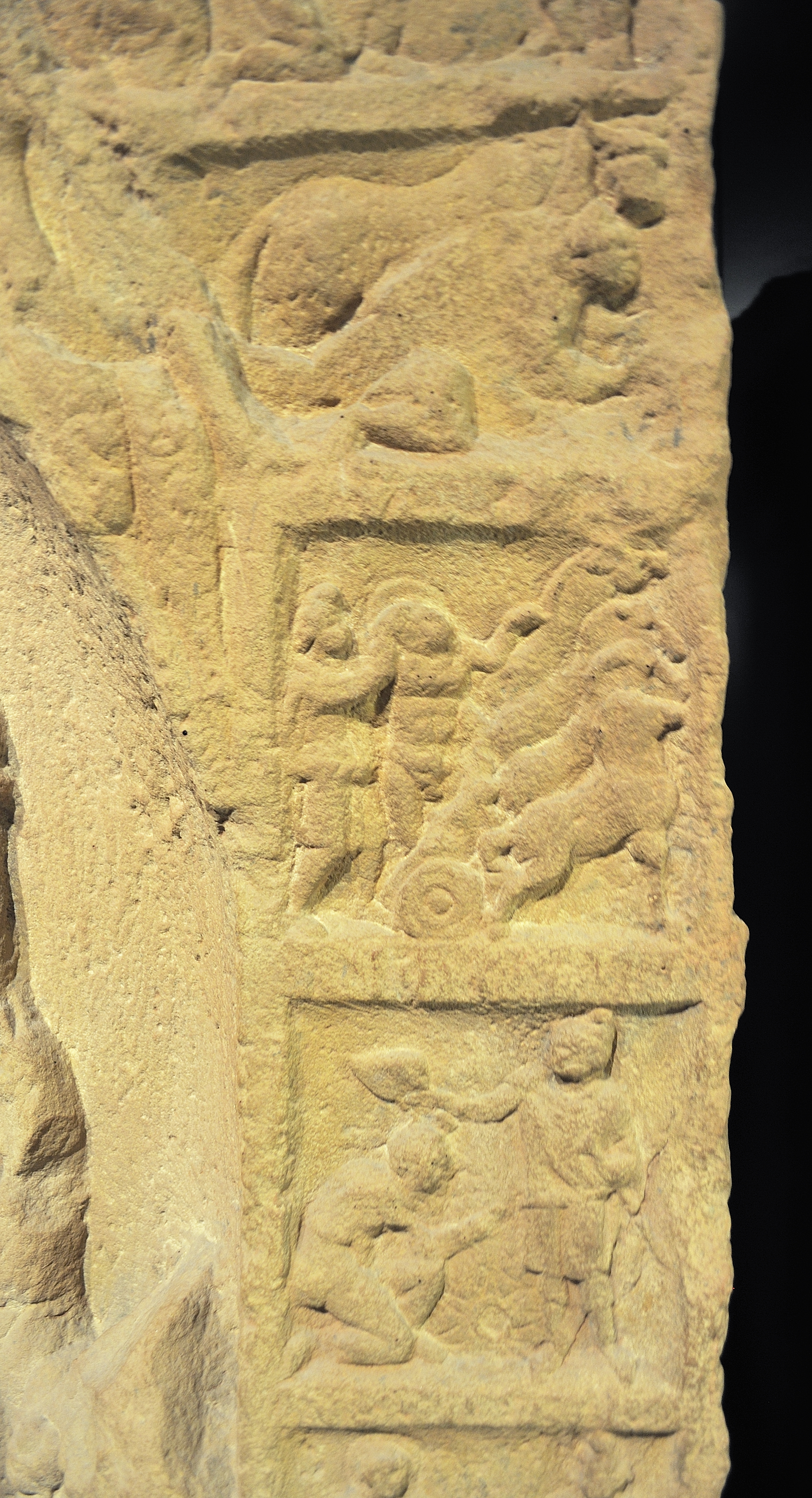
Côté droit.

### Articles externes
- Relief d'Osterburken - Site persee.fr.
- !!!!!!!!!!!!!kultrelief fur Mithras (Osterburken) - Site leo-bw.de.